# Museu del Còmic i la Il·lustració de Catalunya
El Museu del Còmic i la Il·lustració de Catalunya és una proposta de museu que inicialment tenia prevista la seva obertura el 2012 a Badalona, però l'entorn econòmic ha fet que el projecte s'allargui i actualment la inauguració està pendent de data. a una antiga fàbrica local, coneguda amb el nom de CACI (Compañía Auxiliar del Comercio y la Industria).

## Història

Logotip del museu

El 9 de febrer de 2008, Joan Manuel Tresserras, llavors conseller de cultura de la Generalitat de Catalunya, va anunciar que membres del seu equip estaven buscant espais on ubicar un futur museu de la historieta. El mes de gener de 2010 es va presentar el Pla director del museu, creat per una comissió de treball integrada per membres del Departament de Cultura i Mitjans de Comunicació i professionals representants del sector. El mes de desembre del mateix any es va constituir un equip de comisaris amb l'objectiu d'impulsar el museu, format per personalitats del món del còmic com Antoni Guiral, Carles Santamaria, Felipe Hernández Cava i professionals del món de la cultura com Antoni Laporte o Albert Rossich. El projecte té un pressupost total aproximat d'11,4 milions d'euros, 8 a càrrec de la Generalitat i 3,4 a càrrec de l'Ajuntament, per a l'adequació de l'edifici. L'11 de desembre de 2009 es va acordar que el museu s'ubicaria a Badalona, descartant propostes d'altres municipis com L'Hospitalet de Llobregat, Sant Feliu de Llobregat o Sitges.
El febrer de 2011 el conseller de cultura Ferran Mascarell va informar que el projecte quedava pendent d'estudi, fet que va provocar queixes de diverses associacions badalonines, així com d'altres entitats implicades en el projecte. En l'edició del mateix any del Saló del Còmic, celebrada el mes d'abril a Barcelona, es va mostrar una exposició sobre el futur museu. Coincidint amb aquesta mostra, va sortir a premsa la notícia que el cost anual de manteniment del museu seria de 3 milions d'euros aproximadament, fet que feia suposar l'entrada de capital privat en el projecte, o plantejar-se la creació d'un consorci. Un any després, a l'edició del saló del còmic del 2012, un dels seus responsables confessà que no havien tingut converses amb la Conselleria de Cultura de la Generalitat de Catalunya des del mes de febrer del mateix any, comentant que el projecte estava completament aturat.
Els endarreriments en la posada en marxa del museu van fer que en 2017 l'ajuntament de Badalona obrís a usos culturals l'edifici on s'havia d'instal·lar el Museu i que en 2020, després de l'obertura del Museu del còmic i la il·lustració de Sant Cugat del Vallès en 2019 donés per enterrat el projecte.

## Edifici
Es pretén que el museu s'ubiqui a l'antigua fàbrica tèxtil CACI, a Badalona, un edifici de 6 plantes construït pel mestre d'obres Jaume Botey i Garriga el 1899 i situat a primera línia de mar. Les obres de rehabilitació de l'edifici van costar a la ciutat tres milions d'euros, qui va dur a terme un projecte de consolidació i preparació de l'edifici ideat per l'equip d'arquitectes Espinet/Ubach, seguint el mètode Hennebique per intentar conservar la imatge original de l'edifici. La segona part del projecte, la dedicada a museïtzació de l'espai, hauria de ser gestionada pel Departament de Cultura i Mitjans de Comunicació de la Generalitat de Catalunya, amb un pressupost estimat de 290.000 euros. Des que es va encallar el projecte, es va iniciar un debat sobre l'ús d'aquest edifici renovat, que podria finalment donar cabuda a un altre projecte com un hotel-balneari o una escola de primària.

## Col·lecció
Està previst que la seva col·lecció contempli obra gràfica d'autors catalans, així com obra d'arreu publicada per empreses catalanes i treballs d'autors internacionals que contextualitzin el discurs. Es presentarà en una col·lecció permanent que seguirà un discurs cronològic, amb el títol Tresors del còmic i la il·lustració. També s'habilitaran 3 espais per a exposicions temporals. Els fons de la col·lecció es crearan a partir de col·leccionistes privats i de donacions o dipòsits dels mateixos autors i editorials del sector.

## Serveis
Està previst que s'habilitin diversos serveis relacionats amb les activitats del museu, com un auditori, un centre de documentació, una botiga−llibreria especialitzada i es crearà un carnet d'Amics de l'MCIC.

## Altres museus del còmic
Arreu del món existeixen diversos museus del còmic, com ara el Museu La Massana Còmic, a la Massana, Andorra, inaugurat el 2010, gestionat per l'associació L'ARCA amb la col·laboració del Comú de La Massana (i que també promou un saló anual del còmic des del 1996), o el Museu del Còmic i la Il·lustració de Barcelona, que va obrir les portes el 1997 i es va ubicar a Gràcia fins al 2003, i després al Castell de Montjuïc fins al 2009, a partir del qual roman sense seu... Una mica més lluny de nosaltres, també hi ha: el Centre National de la Bande Dessinée et de l'Image (Angulema, França), el Centre Belge de la Bande Dessinée de Brussel·les, The Cartoon Museum a Londres o el Museum of Comic and Cartoon Art de Nova York, entre d'altres.
El 13 de juny de 2019 es va inaugurar el Museu del còmic i la il·lustració de Sant Cugat del Vallès fruit de la iniciativa privada de tres col·leccionistes de dibuixos originals i de tebeos. El museu ocupa l'antiga seu de l'Ateneu de Sant Cugat, ubicat a la plaça de Pep Ventura, i inclou material datat entre 1850 i el 2000. En total el centre disposa de 500 metres quadrats.